# Главк Каристійський
Главк Каристійський (дав.-гр. Γλαύκος ο Καρύστιος; кінець VI ст. до н. е. — поч. V ст. до н. е.) — давньогрецький атлет, боксер, переможець античних Олімпійських ігор 520 року до н. е., Піфійських, Немейських та Істмійських ігор.

## Життєпис
Походив з селянської родини. Син Деміла. Народився в Каристі на о. Евбея. Спочатку не збирався ставати атлетом. Однак втрутився випадок. Одного разу його батько спостерігав за сином, що орав землю. Коли з плуга випав леміш, юнак замість молота вдарив по лемешу кулаком і приладнав його на місце. Побачивши це, Деміл відправив Главка на 65 Олімпійські ігри 520 року до н. е. для виступу в кулачному бою. Главк був ще недосвідчений у цій боротьбі й спочатку діставав від супротивників багато ударів. Борючись із останнім, Главк вже був так сильно змучений, що, здавалося б, програш неминучий. Бачачи це, Деміл голосно крикнув йому: «Сину! Бий, наче плуга!» І тоді Главк завдав своєму супротивнику сильного удару кулаком і переміг. Як олімпіоніку скульптор Главкій Егінський спорудив Главку статую в місті Олімпія.
Згодом Главк двічі перемагав на Піфійських іграх, по 8 разів на Немейських і Істмійських іграх, 1 раз став періодоніком (переможцем в усіх панеллінських іграх).
Потім перебрався на Сицилію, де став стратегом міста Камарина, де під час повстання загинув. На його честь було названо острів неподалік від Камарини.